# Notre-Dame-des-Ardilliers (Miquelon)
Notre-Dame-des-Ardilliers ist eine römisch-katholische Pfarrkirche in der Gemeinde Miquelon-Langlade, auf der Inselgruppe Saint-Pierre und Miquelon, einem französischen Überseegebiet im Nordatlantik. Seit der Aufhebung des Apostolischen Vikariats Saint-Pierre und Miquelon am 1. März 2018 ist sie dem Bistum La Rochelle-Saintes zugeordnet. 
Die Kirche steht in der Nähe des Hafens im Dorf Miquelon auf der gleichnamigen Insel. Sie ist ganz aus Holz gebaut und hat einen rechteckigen Grundriss, ein Giebeldach und einen Spitzturm über der Eingangsfassade.
Das Gebäude wurde zwischen 1862 und 1865 als Ersatz für die erste Kirche des Archipels errichtet, die baufällig geworden war. Die 1865 eingeweihte Kirche wurde zu Ehren des Priesters Ardilliers und seiner Schwester, einer Nonne von Notre-Dame-des-Ardilliers in Saumur, benannt, die wahrscheinlich einen Teil der Baukosten der ersten Kirche auf Miquelon stifteten.